# Breznik Heights
Breznik Heights är en bergstopp i Antarktis. Den ligger i Sydshetlandsöarna. Argentina, Chile och Storbritannien gör anspråk på området. Toppen på Breznik Heights är 600 meter över havet.
Terrängen runt Breznik Heights är kuperad. Havet är nära Breznik Heights söderut. Trakten är glest befolkad. Närmaste befolkade plats är Maldonado Station, 8,9 kilometer norr om Breznik Heights. 